# Джемисон, Мэй
Мэй Кэрол Джемисон (англ. Mae Carol Jemison; род. 17 октября 1956, Декейтер, штат Алабама) — врач и бывший астронавт НАСА. Она стала первой афроамериканкой, совершившей полёт в космос, отправившись на орбиту на борту шаттла «Индевор» в сентябре 1992 года.

## Биография
Мэй Джемисон родилась 17 октября 1956 года в городе Декейтер (штат Алабама). Её отец работал техническим инспектором в благотворительной организации, а мать большую часть своей карьеры была учителем английского языка и математики в начальной школе.
Её семья переехала в Чикаго, когда Джемисон было три года, так как там было больше возможностей дать ей хорошее образование. По словам Мэй, она с детства считала, что попадёт в космос, и мечтала, что это будет так же обычно, как ходить на работу. Тогда же началось её увлечение наукой и медициной.
Мэй окончила среднюю школу в 1973 году и поступила в Стэнфордский университет в возрасте 16 лет. По её воспоминаниям, там ей пришлось столкнуться с некоторой дискриминацией по цвету кожи и полу, но она успешно окончила университет в 1977 году, получив степень бакалавра наук по химическому машиностроению и бакалавра искусств в афроамериканских исследованиях.
Она продолжила своё образование и в 1981 году получила степень доктора медицины в Корнеллском медицинском колледже. Проработала год в интернатуре медицинского центра Университета Южной Калифорнии, а затем стала врачом общей практики. За время учёбы в колледже она совершила поездки на Кубу, в Кению и Таиланд, оказывая медицинскую помощь людям, живущим там. После окончания медицинской практики, Джемисон вошла в состав корпуса мира и служила там врачом с 1983 по 1985 год, отвечая за охрану здоровья волонтёров корпуса, работающих в Либерии и Сьерра-Леоне.

## Космический полёт
Я прекрасно осознаю тот факт, что я не первая афроамериканка, у которой были навыки, талант, желание стать астронавтом. Я была первой, выбранной НАСА.
Мэй Джемисон была зачислена в 12-й набор астронавтов, став первой афроамериканкой, отобранной НАСА. По окончании курса подготовки она получила в августе 1988 года квалификацию специалиста полёта. Ей было поручено тестирование программного обеспечения в лаборатории интеграции электронного оборудования шаттлов (SAIL). Её первый и единственный полёт на борту шаттла Индевор проходил с 12 по 20 сентября 1992 года. Его общая продолжительность составила 7 суток, 22 часа, 31 минуту и 11 секунд.
Мэй покинула отряд астронавтов и НАСА в марте 1993 года.

## После НАСА
После ухода из НАСА в 1993 году она начала заниматься пропагандой медицинских знаний и охраной здоровья в Западной Африке. В этом же году она получила приглашение сняться в эпизодической роли в одной из серий «Звёздного пути». Тем самым Мэй стала первым настоящим астронавтом, снявшимся в этом фантастическом сериале.
В дальнейшем Мэй принимала деятельное участие во многих образовательных и просветительных проектах, таких, как «Международный научный лагерь» в Чикаго для привлечения молодёжи к научным исследованиям или проект телекоммуникационного спутника «Альфа», предназначенного для создания системы телемедицины в Африке. В 1999 году она основала корпорацию BioSentient, которая занималась разработкой портативного прибора, способного непрерывно наблюдать за состоянием вегетативной нервной системы. BioSentient в своей работе коммерциализировала некоторые патенты НАСА.
В настоящее время Джемисон по-прежнему решительно выступает в поддержку науки и образования.
Играла саму себя в документальном многосерийном фильме 2018 года «Неизвестная планета Земля» от National Geographic.
В 2021 году в честь астронавтки назван астероид (97512) Джемисон.

## Фильмография
- Звёздный путь: Следующее поколение (1993). Сезон 6, эпизод 24, «Второй шанс»[13] – Лейтенант Палмер.
- Сьюзен Энтони покоится здесь (1995) – в роли себя[14]
- Star Trek: 30 Years and Beyond (1996) – в роли себя[15]
- The New Explorers (1998) –  серия "Endeavor"[16]
- How William Shatner Changed the World (2005) – в роли себя[17]
- African American Lives (2006) – в роли себя[18]
- No Gravity (2011) – в роли себя[19]
- Ток-шоу The Real (2016) — в роли себя[20]